# Riandahy
De Riandahy is een waterval in Madagaskar, gelegen in de regio Ihorombe.
De waterval behoort tot de rivier Zomandao en liggen in het Andringitramassief in Andringitra National Park. Op 1 kilometer afstand ligt de waterval Rianbavy.